# دونالد سومبتير
دونالد سومبتير (بالإنجليزية: Donald Sumpter) هو ممثل بريطاني، ولد في 13 فبراير 1943 بنورث مابتونشير في المملكة المتحدة.

## أعمال

### أفلام
- (2001) إنيغما[6]
- (2001) رجال الغاية
- (2002) كا-19 صانعة الأرامل[7]
- (2005) البستاني المخلص[8]
- (2007) وعود شرقية[9]
- (2015) في قلب البحر[10][11]

### مسلسلات
- صراع العروش (ظهر في 14 حلقة في الجزئين الأول والثاني، في دور مايستر لوين)
- تشرنوبل (ظهر في حلقتين في دور زاركوف)

## ترشيحات
- جائزة نقابة ممثلي الشاشة لأفضل أداء جماعي في مسلسل درامي، عن عمل: صراع العروش (2012)

## وصلات خارجية
- دونالد سومبتير على موقع IMDb (الإنجليزية)
- دونالد سومبتير على موقع ألو سيني (الفرنسية)
- دونالد سومبتير على موقع قاعدة بيانات الفيلم (الإنجليزية)